# Solange Sanfourche
Solange Sanfourche (Carsac-Aillac, 18. srpnja 1922. – Sarlat-la-Canéda, 12. lipnja 2013.), bila je francuski borac otpora tijekom Drugog svjetskog rata.
Udala se 1945. u Périgueux za Edouarda Valeryja, šefa pokreta otpora tijekom Drugog svjetskog rata. Bila je poznata pod nadimkom Casa-Claude, djelovala je kao tajnica daktilografkinje i časnica za vezu. Obitelj Sanfourche tijekom okupacije smjestila je i sakrila desetke tajnih boraca u Périgueuxu koje je tražio Gestapo ili francuska policija.